# A.S.D. Castiglione
Associazione Sportiva Dilenttantistica Castiglione là một câu lạc bộ bóng đá Ý đến từ Castiglione di Sicilia, Sicily. Màu sắc của đội là trắng và cam.

## Lịch sử

### Thành lập
ASD Castiglione Calcio được thành lập vào năm 1946, khi một nhóm người dân địa phương chọn thành lập một nhóm, sau đó được gọi là Castiglione Calcio. Đội đã không chính thức gia nhập Lega Calcio của Ý trong những năm đầu tiên, nhưng đã tham gia vào các trận giao hữu địa phương và các giải đấu Sicilia. Đội nằm trong 1 nhóm gọi là Trofeo Catan, bao gồm Calcio Catania, Siracusa, SSD Acireale Calcio 1946, Unione Sportiva Ragusa và ACRD Acicatena.

### Câu chuyện
Mùa 2003/2004
Sau khi thành lập vào cuối những năm 1940, Castiglione Calcio chính thức được nhập vào Lega Calcio của Ý một vài năm sau đó, và bắt đầu chơi bóng đá trong các bộ phận nghiệp dư của Liên đoàn Ý. Theo định dạng mới của Lega Calcio, Castiglione Calcio đã được đưa vào Seconda Categoria và được đổi tên thành ASD Castiglione Calcio. Trong mùa giải 2003-2004, câu lạc bộ được dẫn dắt bởi huấn luyện viên Nino Brunetto và ban lãnh đạo hiện tại của câu lạc bộ đã quyết định duy trì quyền chỉ huy của đội, giữ nguyên người cũ. Castiglione đã chứng minh rằng họ đã sẵn sàng để leo lên hệ thống Liên đoàn Ý, khi câu lạc bộ giành được danh hiệu Seconda Cargetoria bằng một điểm so với Roccalumera.
Mùa 2004/2005
Sau khi thăng hạng lên Prima Cargetoria, Castiglione, đã thay đổi huấn luyện viên, khi Gaetano Mirto nắm quyền lãnh đạo. Castiglione đã dành phần lớn mùa giải 2004-2005 ở vị trí cao lên trong bảng Prima Cargetoria, vào ngày trận đấu cuối cùng được thăng hạng một lần nữa, để lại cay đắng cho Linguaglossa Calcio, đội hiện vẫn ở lại hạng 8 của Ý.
Mùa 2005/2006
Sau khi thăng hạng lên Promozione, hạng 7 của bóng đá Ý, Castiglione đã thực hiện một vài thay đổi cho đội bóng, nhưng đã tạo tiền đề một số cầu thủ, dưới sự tư vấn của HLV Mirto. Sau những vấn đề nan giải về vấn đề tài chính gần như khiến đội bóng mất vị trí với Promozione, câu lạc bộ đã ra mắt và không dừng lại. Đi đến kết thúc của một mùa giải ấn tượng khác, Mirto thấy đội của mình chỉ cách hai điểm trước Fiumefreddo Calcio. Câu lạc bộ Đông Sicilia đã giành chiến thắng trong cuộc thi play-off trước Pozzallo Plagonia 1-0 trong các trận đấu phụ và đội đã giành được thăng hạng cho Eccellenza. Trong mùa giải, câu lạc bộ cũng tham gia Coppa Italia, nhưng đã bị loại ở vòng hai. Huấn luyện viên trẻ Antonino Tedesco đã dẫn dắt đội trẻ Castiglione Primavera về đích ở vị trí thứ hai trong Giải vô địch trẻ và cũng là một chiến thắng tại Provincial Group.
Mùa 2006/2007
Bây giờ ở Eccellenza, câu lạc bộ một lần nữa gần như bỏ cuộc vì vấn đề kinh tế đã hoãn quyết định gia nhập đội cho đến phút cuối cùng. Câu lạc bộ chính thức ở lại, và huấn luyện viên Mirto vẫn còn. Anh ấy tập hợp một đội trẻ được hỗ trợ bởi nhiều cầu thủ có nhiều kinh nghiệm hơn, những người vẫn ở lại với câu lạc bộ. Sau một khởi đầu tích cực, và một vị trí giữa mùa giải vững chắc, Mirto đã đưa đội của mình đến trận play-out, sau một vấp ngã cuối mùa. Sau cuộc thi cuối cùng của mùa giải, Castiglione đã gặp Plagonia Spadaforese trong trận play-out. Sau khi giữ thành tích đối đầu theo mùa tốt hơn, Castiglione có lợi thế và trận hòa 0-0 cho phép câu lạc bộ ở lại Eccellenza. Trong cùng năm đó, trận chung kết khu vực của Coppa Italia cũng đã diễn ra. Primavera cũng giành chiến thắng trong các đội đánh bại cuối cùng trong khu vực như Palazzolo, Fiumefreddo và Nissa. Trên giải quốc gia, đội trẻ đã bị đánh bại lần đầu tiên ở vòng hai bởi Pianura.
Mùa 2007-2008
Castiglione đã có một chuỗi màn trình diễn tốt khác trong Eccellenza 2007-08, khi câu lạc bộ sẽ thống trị giải đấu, và do đó được thăng hạng lên Serie D. Cuộc chinh phục Serie D của một câu lạc bộ trung tâm nhỏ như Castiglione di Sicilia, thật phi thường. Không ai có thể cho rằng sự leo thang đặc biệt, trong một vài năm, đưa Castiglione từ Seconda Cargetoria lên cấp cao nhất của bóng đá nghiệp dư Lega Calcio với ba lần thăng hạng liên tiếp (Seconda Cargetoria cho Eccellenza) và sau khi được cứu, và sau đó, chiến thắng Eccellenza Sicily để thăng hạng trỏ lại. Khai thác đặc biệt của câu lạc bộ được phân chia rất nhiều giữa các công ty, nhân viên kỹ thuật và môi trường đội. Hai chủ tịch của câu lạc bộ, Carmelo Ginardi và Giovanni Zumbo, Nino Mollica, và huấn luyện viên trưởng Gaetano Mirto, tất cả vẫn ở lại với câu lạc bộ cho cuộc phiêu lưu Serie D.
Mùa 2008-2009
Đối với cuộc phiêu lưu ở Serie D, ASD Castiglione Calcio khởi đầu tốt, nhưng ngay sau đó đã rơi xuống cuối bảng, và đến cuối mùa giải đã chiến đấu để trụ hạng. Những nỗ lực của họ là không đủ, và câu lạc bộ đứng thứ hai từ dưới lên trong bảng Serie DG / I và bị rớt xuống Eccellenza. Tuy nhiên, giải đấu đã giành chiến thắng bởi đội bóng đồng hương Sicilia, US Siracusa.